# محمد أبو العلا السلاموني
محمد أبو العلا السلاموني (3 يناير 1941 - 18 يونيو 2023) مؤلف مسرحي مصري. كتب أكثر من ثلاثين عملًا مسرحيًّا عرضت في مسارح مصرية مختلفة. تُرجمت بعض أعماله للإنجليزية والفرنسية. كما كتب للدراما التلفزيونية والإذاعية. وطبعت الهيئة المصرية العامة للكتاب أربعة مجلدات تضم أعماله الكاملة من المسرحيات المنشورة.

## التعليم
حصل أبو العلا على ليسانس الآداب قسم الفلسفة وعلم النفس من جامعة القاهرة عام 1968.

## الوفاة
توفي إثر أزمة صحية مفاجئة في 18 يونيو 2023.

## الجوائز
من الجوائز التي نالها السلاموني:
- جائزة الدولة التشجيعية في الآداب عن النص المسرحي (1984)
- وسام الدولة في العلوم والفنون من الطبقة الأولى (1986)
- جائزة الدولة في التفوق في الفنون (2012)
- جائزة الدولة التقديرية (2018)

## روابط خارجية
- محمد أبو العلا السلاموني - المجلس الأعلى للثقافة